# Джош Гад
Джошуа Илан Гад (на английски: Joshua Ilan Gad) е американски актьор.
Роден е на 23 февруари 1981 година в Холивуд, Флорида, в еврейско семейство. През 2003 година получава бакалавърска степен по театрално изкуство от Университета „Карнеги Мелън“. Започва работа в киното и телевизията. Получава широка известност с главната роля в успешния бродуейски мюзикъл „Книгата на мормона“, която му донася награди „Тони“ и „Грами“. През следващите години играе в киното и озвучава снежния човек Олаф в анимационния филм „Замръзналото кралство“ и неговите продължения.

## Избрана филмография
- „Любовта е опиат“ (Love and Other Drugs, 2010)
- „Джобс“ (Jobs, 2013)
- „Пиксели“ (Pixels, 2015)
- „Кучешки живот“ (A Dog's Purpose, 2017)
- „Кучешки живот 2“ (A Dog's Journey 2, 2019)